# Мельничук, Валентин Васильевич
Валентин Васильевич Мельничук (род. 26 октября 1947) — украинский политик, народный депутат Украины (Верховная Рада Украины 4-го созыва).

## Биография
Родился 26 октября 1947 года в г. Бердичев, Житомирская область.
После окончания ПТУ-4 (город Бердичев) — электромонтер, завода «Прогресс»; инженер ВНИИМИВ, город Чернигов. Служил в армии. Учился в институте.[каком?]
12.1972-1976 — инженер-энергетик, главный инженер овощесушильного завода, город Чернигов.
С 06.1979 — главный инженер, с 05.1983 — директор, Черниговское пивобезалкогольное объединение «Десна».
С 10.1990 — председатель Черниговского горсовета, с 01.1991 — также председатель горисполкома.
23 марта 1992 — 09 февраля 1995 — Представитель Президента Украины в Черниговской области.
1995 — начальник Управления по делам защиты потребителей.
11.1995—2002 — генеральный директор ЗАО "Черниговский пиво-комбинат «Десна».
В 2002 году избран депутатом Верховной Рады Украины.
26 декабря 2002 — 21 января 2005 — председатель Черниговской облгосадминистрации.
2006—2010 — доцент кафедры менеджмента и управления Черниговского государственного института экономики и управления.

## Образование
Черниговский филиал Киевского политехнического института (1971), инженер-механик; Академия народного хозяйства при Совете Министров УССР (1988); Межрегиональная академия управления персоналом (1999); диссертация «Эффективность инфраструктурных преобразований предприятия в условиях становления рыночных отношений (на примере пивоваренной промышленности)». Член-корреспондент Украинской академии наук национального прогресса (1998).
Был членом СДПУ(О) (с 2001); секретарь Черниговского обкома СДПУ(О) (с 09.2001); член Политсовета СДПУ(О) (с 09.2001); член Політбюра СДПУ(О) (с 03.2003).

## Награды
- «Золотой ягуар»
- Орден «За заслуги» III степени (10.1997)
- Орден «За заслуги» II степени (12.2000)
- Орден «За заслуги» I степени (11.2002)
- Орден Ярослава Мудрого V степени.

Государственный служащий 1-го ранга (04.1994).